# Route nationale 9 (Bénin)
Pour les articles homonymes, voir Route nationale 9.
La route nationale 9 (RN 9) est une route béninoise allant de Tanguiéta à la frontière togolaise. Sa longueur est de 67 km.

## Tracé
- Département de l'Atacora
  - Tanguiéta
- Togo